# Tucson Mavericks
I Tucson Mavericks sono stati una squadra di hockey su ghiaccio della Central Hockey League con sede nella città di Tucson, nello Stato dell'Arizona. Nacquero nel 1975 e giocarono per una stagione fino al loro scioglimento nel 1976; furono affiliati a tre franchigie della World Hockey Association.

## Storia
Dopo il relativo successo dei Phoenix Roadrunners, approdati da un anno nella World Hockey Association, nel 1975 venne creata un'altra squadra professionistica in Arizona, i Tucson Mavericks. Nonostante militassero nella CHL, lega controllata dalla National Hockey League, i Mavericks nella prima e unica stagione della loro storia furono il farm team di tre diverse formazioni della WHA, oltre ai Roadrunners le altre due erano gli Houston Aeros e i Denver Spurs.
La squadra giunse all'ultimo posto al termine della stagione regolare con sole 14 vittorie su 76 partite, mancando perciò la qualificazione ai playoff. Al termine dell'anno la franchigia venne sciolta.

### Affiliazioni
Nel corso della loro storia i Tucson Mavericks sono stati affiliati alle seguenti franchigie della World Hockey Association:
- Denver Spurs: (1975-1976)
- Houston Aeros: (1975-1976)
- Phoenix Roadrunners: (1975-1976)

## Record stagione per stagione
| Tucson Mavericks |     |    |    |    |   |    |     |     |    |  |
| 1975-76          | CHL | 76 | 14 | 53 | 9 | 37 | 242 | 396 | 6° |  |

## Record della franchigia

### Carriera
Gol: 28  Gord Titcomb
Assist: 40  Steve West
Punti: 66  Mike Hobin
Minuti di penalità: 200  Duane Bray
Partite giocate: 76  Duane Bray